# 야베드 아메드 가미디

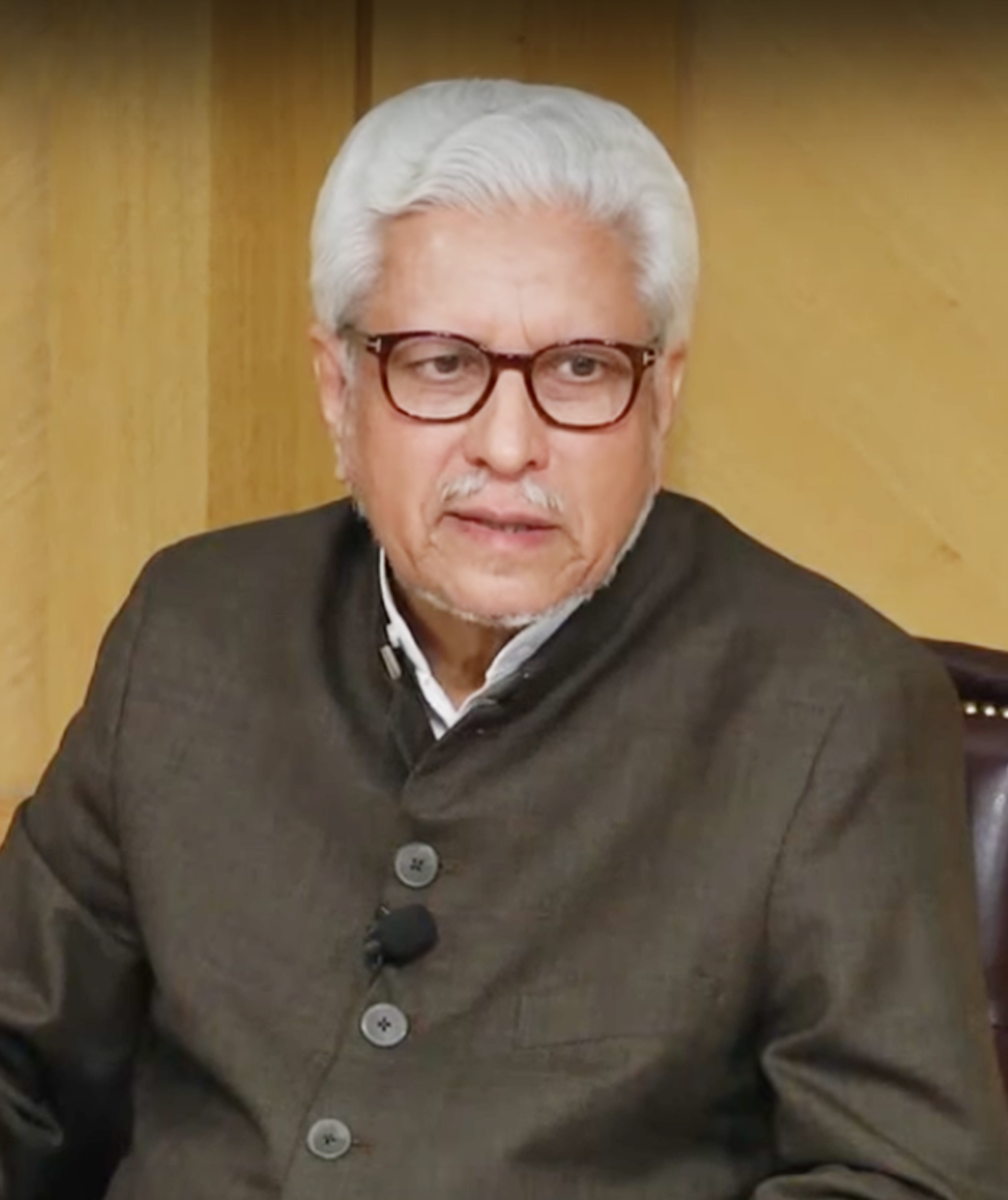

야베드 아메드 가미디(1951년 -, Javed Ahmad Ghamidi, جاوید احمد غامدی)는 저명한 파키스탄의 이슬람 율법 학자이다. 그는 종교 ·율법을 너머 이슬람교 전반에 율법적 고문을 맡고 있으며 파키스탄 정부에도 관여하는 학자이다. 1980년부터 1991년까지 라호르 시민 아카데미에서 가르쳤으며 의회에도 참관했다. 파키스탄 유명 전자 미디어를 통해 사회 운동을 진행하는 사람이기도 하다.
가미디의 가르침은 대개 전통주의자와 비슷하며 다른 율법자와 맥락을 같이으나 한편으로는 선택적인 이탈을 보이기도 한다. 그는 자주 근대주의자라고 불리는데 이는 무함마드의 가르침을 맥락상으로 이해하며 윤리적으로 적용해야 한다는 그의 주장 때문이다. 여러 논쟁에 대해 영어권에서조차 마땅한 지침서는 없지만 인권과 현대 철학에 대해 그의 주장을 굽히지 않으며 이슬람 근대주의라는 철학 주제에 근접한 학자이다. 그러나 전통적인 가치에서 완전히 벗어난 학자는 결코 아니다.
가미디는 사위드 아불 알라 마우두디(سيد أبو الأعلى المودودي, ) (1903–)와 9년간 작업하면서 여러 의견을 교환했다. 그는 정책적인 자문이자 충고 역할을 했으며 해석학적 관점에서 여러 제자들을 육성했다. 그는 종교적 이해에 대해 여러 학자들과 이견을 주고 받으며 비판하곤 했는데 꾸란의 세계적인 관점에 대해서 토론하기도 했다. 가미디는 이슬람 자체가 개인적인 관점에 대한 제약을 무조건적으로 강요하는 종교가 아니며 이슬람 세계 외에 전쟁만을 야기하는 존재도 아니라고 규정한다. 따라서 그의 주장에 따르면 이슬람 국가의 본질도 무슬림에 대한 종교적 강박으로만 이뤄진 것은 아니다.